# Dos tiempos bajo un mismo tono
Dos Tiempos Bajo Un Mismo Tono es un álbum de rap lanzado por el cantante puertorriqueño Vico C. En la primera canción titulada «Blanca», aparecen Jossie Esteban y la Patrulla 15, siendo un gran éxito en Latinoamérica. Además, aparecen en el tema «Que cante la esperanza».
En el álbum, se pueden oír samples de diversas canciones conocidas, como «Let No Man Put Asunder (A Shep Pettibone Mix)» de First Choice.

## Listado de canciones
1. Blanca
2. Mundo Artificial
3. El Amor Existe
4. La Recta Final
5. Que Cante La Esperanza
6. Me Acuerdo
7. She Likes My Reggae
8. Viernes 13 (Parte 1)